# Hippolyte Taine

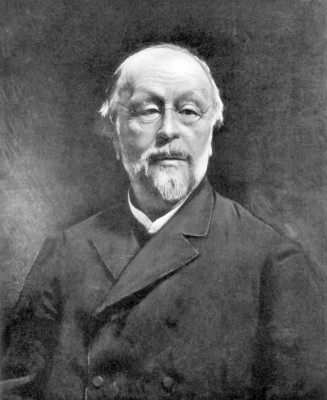
Hippolyte Taine

Hippolyte Adolphe Taine (ur. 21 kwietnia 1828 w Vouziers, zm. 5 marca 1893 w Paryżu) – francuski filozof, psycholog, historyk sztuki i literatury oraz krytyk literacki. Od 1864 profesor École nationale supérieure des beaux-arts.

## Życiorys
Uczył się w Collège Bourbon, a w latach 1848–1851 studiował w paryskiej École normale supérieure. Po ukończeniu studiów został nauczycielem w Tulonie, Nevers, Poitiers i Besançon. W tym czasie studiował prace Hegla. W roku 1852 rezygnował ze służby rządowej i przeniósł się do Paryża, gdzie uczęszczał jako wolny słuchacz na uniwersyteckie wykłady, studiując filozofię Comte’a i Spinozy. W 1853 roku otrzymał stopień doktora literatury, broniąc tez z De personis Platonicis i Essai sur les fables de La Fontaine. Współpracował z wydawnictwem Hachette oraz z czasopismami Revue de l’instruction publique oraz Revue des deux mondes. W 1881 wydał dzieło Filozofię sztuki, które jest zapisem wykładów z historii sztuki głoszonych na École des beaux-arts.
Hipolit Taine – jako pierwszy historyk sztuki – zajął się analizą faktów społecznych, interpretując je psychologicznie i socjologicznie. Uważał, że w dziejach nie istnieje postęp i rozwój, ale zmiany skokowe. Był zwolennikiem naturalistycznego i pozytywistycznego interpretowania kultury. Prawa historii jego zdaniem były równoważne prawom natury.
Twierdził, że wydarzenia historyczne zależą od determinacji trzech czynników: środowiska, otoczenia (milieu), rasy (race, w jego znaczeniu chodzi tu o stan fizyczny człowieka, jego miejsce w przyrodzie i jego etap rozwoju w ramach ewolucji biologicznej), oraz chwili dziejowej (moment, stopień rozwoju intelektualnego człowieka). Opracowawszy narzędzia pozwalające na analizę historii, Taine uważał tę dyscyplinę za naukę ścisłą.

## Dzieła
- Voyage aux eaux de Pyrénées (1855)
- Histoire de le litérature anglaise (1863)
- Filozofia sztuki (1865)
- Philosophie de l’art en Italie (1866)
- Podróż do Włoch (1866), wydana w Polsce w 1908 w przekładzie A. Sygietyńskiego
- De l’idéal en Art (1867)
- Philosophie de l’art en Pays Bas (1868)
- Philosophie de l’art en Grece (1869)